# Candoia superciliosa
Espèce
Synonymes
- Enygrus superciliosus Günther, 1863
- Candoia carinata superciliosa (Günther, 1863)

Statut de conservation UICN

 LC  : Préoccupation mineure
Statut CITES
Candoia superciliosa est une espèce de serpents de la famille des Boidae.

## Répartition
Cette espèce est endémique des Palaos.

## Liste des sous-espèces
Selon The Reptile Database (13 février 2014) :
- Candoia superciliosa superciliosa (Günther, 1863)
- Candoia superciliosa crombiei Smith & Chiszar, 2001

## Étymologie
La sous-espère Candoia superciliosa crombiei est nommée en l'honneur de Ronald Ian Crombie.

## Publications originales
- Günther, 1863 : Third account of new species of snakes in the collection of the British Museum. Annals and magazine of natural history, sér. 3, vol. 12, p. 348-365 (texte intégral).
- Smith, Chiszar, Tepedelen & van Breukelen, 2001 : A revision of bevelnosed boas (Candoia carinata complex) (Reptilia: Serpentes). Hamadryad, vol. 26, no 2, p. 283-315.